# Брусњик
Брусњик (слч. Brusník) насељено је мјесто са административним статусом сеоске општине (слч. obec) у округу Вељки Кртиш, у Банскобистричком крају, Словачка Република.

## Становништво
| Година:    | 1994. | 2004.    | 2014.    | 2024.    |
| ---------- | ----- | -------- | -------- | -------- |
| Број људи: | 99    | 89       | 119      | 107      |
| Разлика:   |       | -10,10 % | +33,70 % | -10,08 % |

| Година:    | 2023. | 2024.   |
| ---------- | ----- | ------- |
| Број људи: | 112   | 107     |
| Разлика:   |       | -4,46 % |

Према подацима о броју становника из 2024. године насеље је имало 107 становника.